# 矢野切手
矢野切手（やのきって）とは、第二次世界大戦（太平洋戦争）中の1942年、日本軍占領下のビルマ（現在のミャンマー）で臨時発行された切手である。個人の認印が図案になった切手は世界的にも稀であり、そのため俗称としてこの名がある。

## 来歴

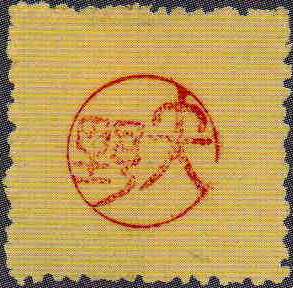
矢野切手（1942年）

1942年5月、日本軍はイギリス領ビルマに侵攻した（ビルマの戦い参照）。日本軍政下のラングーン中央郵便局では、戦禍で中断されていた郵便事業が6月1日に再開されることになった。しかし、中央郵便局の切手は略奪に遭い、ほとんど残っていなかった。そこで急遽日本語で「ビルマ郵便切手」と表記のある額面1アンナ(anna)の耕牛図案の臨時切手を発行することになったが、どんなに急いでも6月1日の再開までに製造が間に合わないことが判明し、さらに急造したのが「矢野切手」である。
この切手は、ビルマ郵政再建委員長であった矢野静雄の私印（水晶製直径13.5mm）を使用して5月28日から29日にかけて製造された。すなわち紙片に朱肉で押印したのである。また最初からこの私印は消耗による傷があったが、短時間で4万回以上も酷使したことから、最後になるほど摩滅のため一部輪郭線が欠落したものもみられる。製造を矢野の部下の牧野公一と青井武雄が担当した。
切手用紙はラングーン郊外のインセイン刑務所内の印刷工場にあった、イギリス製の黄色かかった白色紙で英文によるすかし入りの事務用紙であった。切手にするために、まず切り離す為の目打を刑務所にあった足踏み式の機械を使用してつけたが、サイズが不揃いであり、24mm四方の正方形から26mmｘ30mmの長方形の切手がある。このようにして作成された切手用紙を軍政部郵電課に運びそこで矢野の認印を押印した。1シートは縦13枚、横8枚の104枚であったが、これが440シート製造された。そのため発行枚数は45,760枚であった。

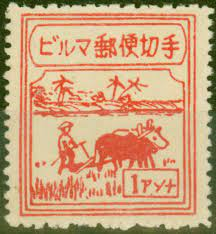
1942年に日本軍がビルマで発行した1アンナ切手

この額面も国名もない矢野切手は1アンナ切手の代用として6月1日から発行された。6月15日からは前述の正刷切手が発行されたが、しばらくは販売されていた。なお、矢野切手の在庫は廃棄されず残されていたため、戦後押収した連合国によって払下げられたほか、偽造品も多いため、残存数も多く比較的安価で入手することが可能である。